# Aciagrion africanum
Aciagrion africanum é uma espécie de libelinha da família Coenagrionidae.
Pode ser encontrada nos seguintes países: Camarões, República do Congo, Costa do Marfim, Guiné, Guiné-Bissau, Libéria, Malawi, Moçambique, Nigéria, Uganda, Zâmbia, Zimbabwe e possivelmente na Tanzânia.
Os seus habitats naturais são: florestas secas tropicais ou subtropicais, florestas subtropicais ou tropicais húmidas de baixa altitude, savanas húmidas, matagal árido tropical ou subtropical, matagal húmido tropical ou subtropical, rios, áreas húmidas dominadas por vegetação arbustiva, marismas de água doce e marismas intermitentes de água doce.